# Serviço Móvel Marítimo

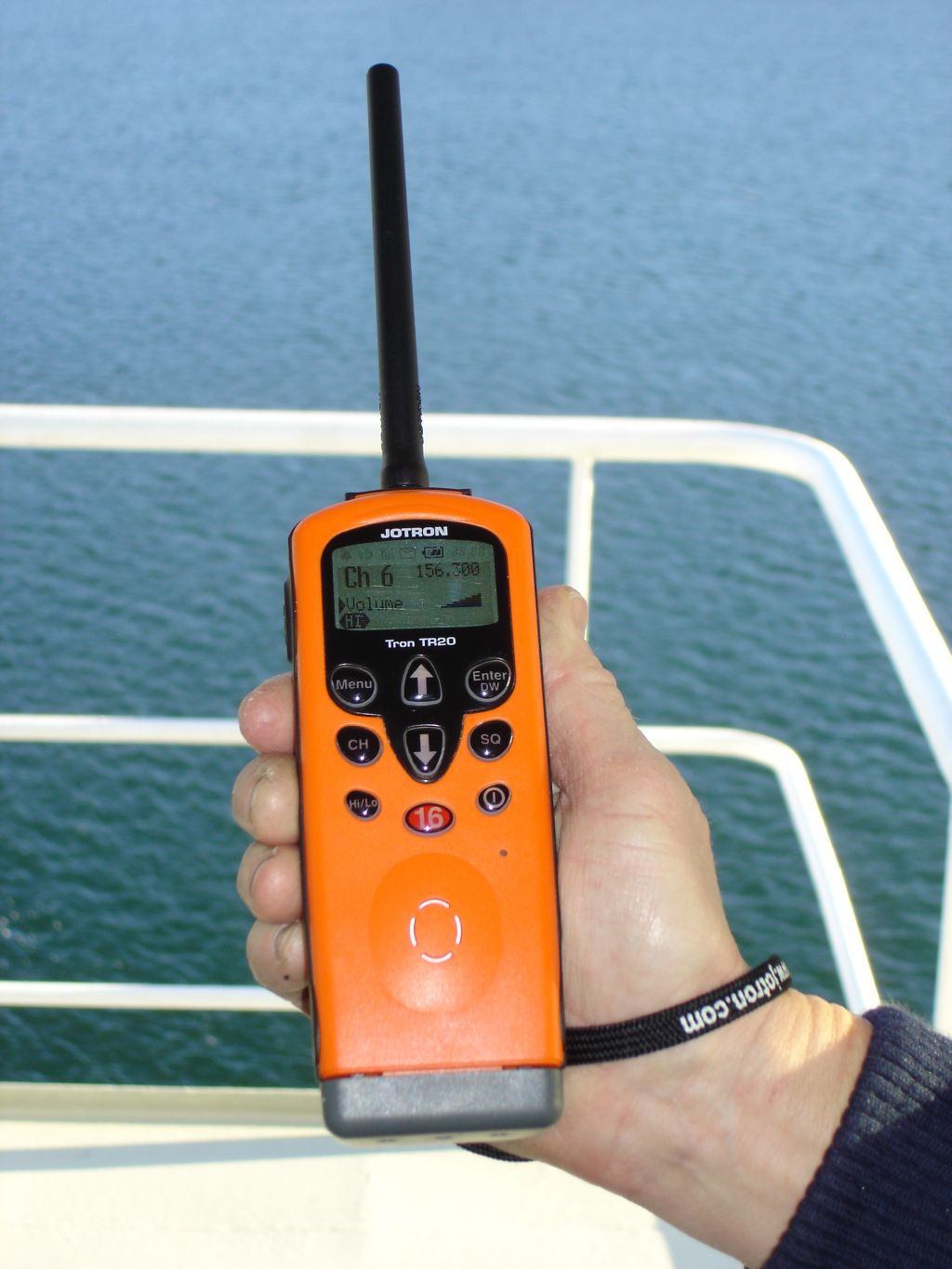
Um rádio marítimo VHF padrão, obrigatório em grandes embarcações sob as regras do GMDSS

O Serviço Móvel Marítimo consiste de sistemas de rádios que são instalados em grandes navios e na maior parte das embarcações motorizadas e é usado para uma grande variedade de propósitos, incluindo o destacamento de serviços de resgate e comunicação com portos, pontes, marinas, outras embarcações e estações costeiras.
O sistema opera em VHF e a frequência estende-se de 156 a 174 MHz. Embora seja muito utilizada para evitar colisões, o seu uso para este propósito é desencorajado por muitos países, incluindo o Reino Unido.
O sistema VHF marítimo é uma combinação de um transmissor e um receptor que apenas operam nas frequências internacionais padrões conhecidas como canais. O Canal 16 (156.8 MHz) é o canal internacional para chamadas entre embarcações e de emergência, em alguns lugares, porém, o canal 9 também é usado para chamadas. Geralmente quando uma embarcação precisa enviar uma mensagem à outra embarcação, a mesma faz a chamada no canal 16 falando claramente o nome da embarcação sendo chamada seguida do nome da embarcação que está chamando e então ambas embarcações seguem para um outro canal aonde possam manter uma conversação. A potência de transmissão vai de 1 até 25 watts, proporcionando alcance de até 60 milhas náuticas (111 km) entre antenas montadas em navios altos e montanhas e de até 5 milhas náuticas entre antenas montadas em embarcações pequenas em nível do mar. FM é usado, com polarização horizontal, significando que as antenas têm que estar verticais para que se tenha uma boa recepção.
Rádios marítimos atuais têm uma variedade de recursos combinados com as capabilidades básicas de transmitir e receber de um transceptor. Todos os rádios fixos produzidos atualmente têm algum nível de capacidade de fazer chamadas em DSC. Alguns rádios mais caros são capazes de funcionar como megafones e alguns poucos até podem ser conectados à headsets equipados com bluetooth.
O sistema apenas usa comunicações em simplex, onde uma mensagem pode ser enviada em apenas uma direção por vez. Um botão no aparelho ou no microfone determina quando o aparelho opera como receptor ou transmissor, porém a maioria dos canais são estabelecidos para comunicações em duplex, onde as informações são enviadas em ambas direções ao mesmo simultaneamente. Cada canal Duplex é composto por duas frequências, isto é porque nos dias em que os telefones móveis e satélites de comunicações tornaram-se comuns, os canais duplex podiam ser usados para fazer chamadas no sistema de telefone público via operadores marítimos e ainda está disponível em algumas localidades, embora o seu uso tenha, na maioria, acabado. Em alguns países os rádios marítimos também podem operar em canais meteorológicos, em lugares onde estes são disponíveis.

## Tipos de equipamento
Os conjuntos de rádio marítimo podem ser fixos ou portáteis. Um conjunto fixo geralmente tem a vantagem de ter uma fonte de energia mais confiável, maior potência de transmissão, antena maior e mais eficiente e botões e display maiores. Um conjunto portátil (na maioria das vezes à prova d'água) pode ser carregado até um bote salva-vidas em uma emergência e tem sua própria fonte de energia.
Os rádios marítimos podem ser apenas para comunicação por voz ou podem ser incluir o Digital Selective Calling (Sistema de Chamada Seletiva Digital).
Os equipamentos de voz são de tipo tradicional, que depende totalmente da voz humana para chamadas e comunicações.

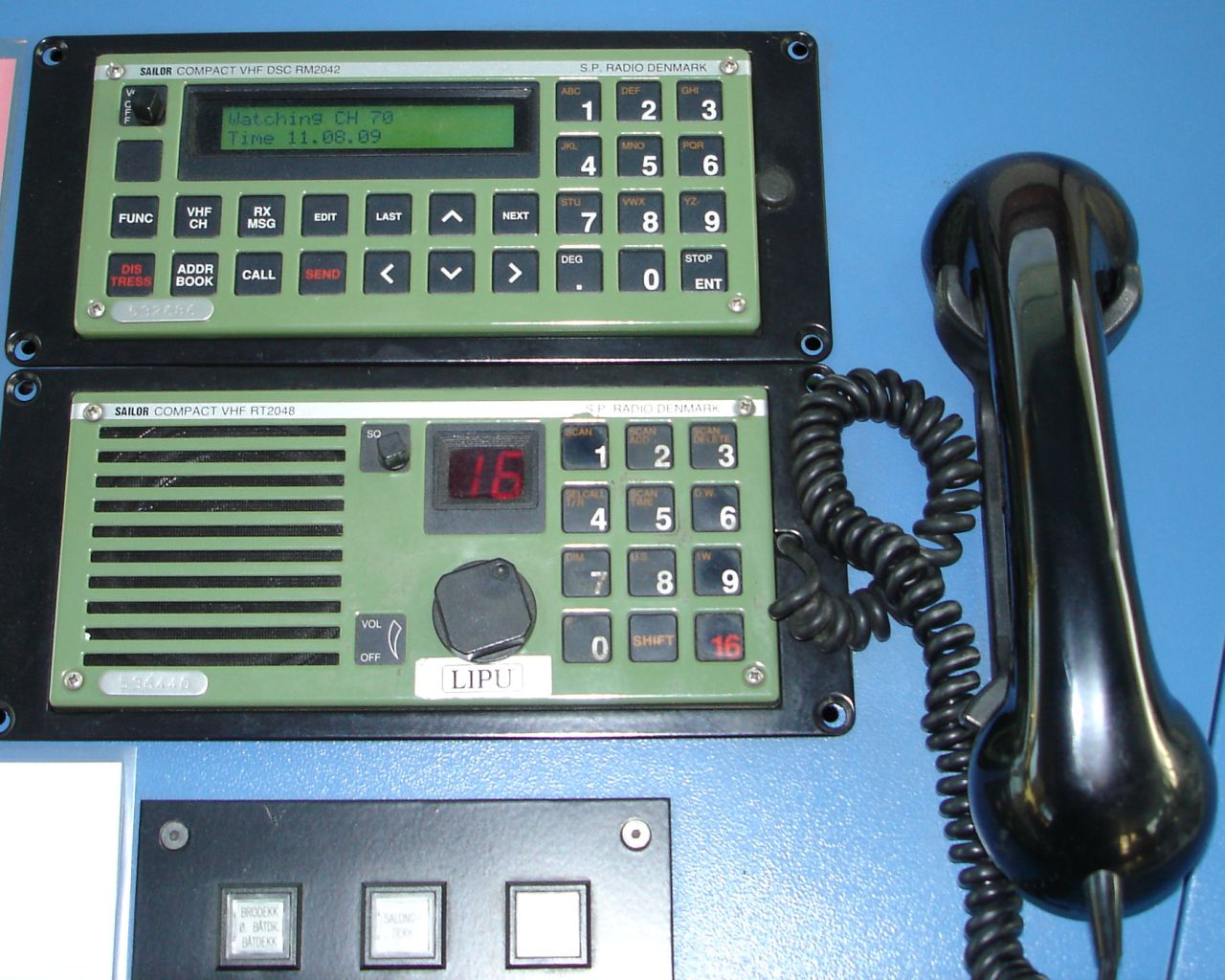
Um Conjunto VHF e um conjunto equipado com DSC no canal 70 acima, ambos produzidos pela Sailor

Equipamentos com Sistema de Chamadas Seletiva, faz parte do GMDSS, fornece todas as funcionalidades de um equipamento de voz e, adicionalmente, dispõe de outros recursos, como:
- o transmissor pode chamar um receptor equipado com DSC automaticamente, usando um número de discagem (como um de telefone) conhecido como Identificação de Serviço Móvel Marítimo. A informação do DSC é enviada no canal 70 que é reservado apenas para este propósito. Quando o receptor atende à chamada, o seu canal é automaticamente mudado para o canal do transmissor e a comunicação normal por voz pode proceder.
- botão de emergência, que envia automaticamente um sinal digital de emergência identificando a embarcação e a natureza do problema.
- conexão com um equipamento de GPS, que permite que o sinal de emergência digital contenha as coordenadas da embarcação.

Para o Identificador de Serviço Móvel Marítimo, existe um número de nove dígitos que identifica o conjunto de rádio VHF da embarcação, os números à esquerda indicam o país e o tipo de estação, por exemplo:
- Navio: 232, 233, 234 ou 235 são do Reino Unido - Um navio do Reino Unido seria: 232003556
- Estação Costeira: 00 – Exemplo: 002320011
- Grupo de Estações: 0 – Exemplo: 023207823
- Equipamento Portátil Equipado com DSC: 2359 - Exemplo: 235900498

## Procedimento de operação
O procedimento adequado de operação no Serviço Móvel Marítimo inclui:
- Escutar o canal por 2 minutos antes de transmitir.
- Usar o Canal 16 apenas para estabelecer comunicações caso se façam necessárias, e depois mudar para um canal de uso livre diferente.
- Usar apenas os procedimentos de chamada internacionais, como o Mayday, Pan-Pan e Securité.

• Perigo Iminente – use somente em situações extremas do tipo seu barco esta afundando.Diga: “MAY DAY”, “MAY DAY”, “MAY DAY” (em seguida de sua localização e nome da embarcação).

• Urgência – use em situações de emergência, mas onde não existe perigo de perda de vidas, tipo: seu barco esta fazendo água, mas não vai ao fundo e há necessidade de ajuda. Diga: “PAN”, “PAN”, “PAN” (em seguida de sua localização, nome da embarcação e o tipo de ajuda que necessita).

• Segurança – usado para informar situações perigosas referentes a navegação ou a meteorológica, tipo: você avistou um contêiner a deriva. Diga: “SECURITÉ”, “SECURITÉ”, “SECURITÉ” (em seguida de a localização da objeto ou perigo e nome da sua embarcação).
- Usar o Alfabeto Fonético Internacional: Alpha, Bravo, Charlie, Delta, Echo, Foxtrot, Golf, Hotel, India, Juliet, Kilo, Lima, Mike, November, Oscar, Papa, Quebec, Romeo, Sierra, Tango, Uniform, Victor, Whiskey, X-ray, Yankee, Zulu

Rádios Marítimos às vezes são operados ilegalmente em solo.

## Canais marítimos e frequências
| 0  | 156.000 | 160.600 |                                                                                              |                                             |                                             |                                             |
| 1  | 156.050 | 160.650 |                                                                                              |                                             |                                             |                                             |
| 2  | 156.100 | 160.700 |                                                                                              |                                             |                                             |                                             |
| 3  | 156.150 | 160.750 |                                                                                              |                                             |                                             |                                             |
| 4  | 156.200 | 160.800 |                                                                                              |                                             |                                             |                                             |
| 5  | 156.250 | 160.850 |                                                                                              |                                             |                                             |                                             |
| 6  | 156.300 | 160.900 |                                                                                              |                                             |                                             |                                             |
| 7  | 156.350 | 160.950 |                                                                                              |                                             |                                             |                                             |
| 8  | 156.400 | 161.000 |                                                                                              |                                             |                                             |                                             |
| 9  | 156.450 | 161.050 |                                                                                              |                                             |                                             |                                             |
| 10 | 156.500 | 161.100 |                                                                                              |                                             |                                             |                                             |
| 11 | 156.550 | 161.150 |                                                                                              |                                             |                                             |                                             |
| 12 | 156.600 | 161.200 |                                                                                              |                                             |                                             |                                             |
| 13 | 156.650 | 161.250 |                                                                                              |                                             |                                             |                                             |
| 14 | 156.700 | 161.300 |                                                                                              |                                             |                                             |                                             |
| 15 | 156.750 | 161.350 |                                                                                              |                                             |                                             |                                             |
| 16 | 156.800 | 161.400 | Canal Internacional de Chamada Ⓐ Todas as embarcações equipadas com VHF devem manter escuta. |                                             |                                             |                                             |
| 17 | 156.850 | 161.450 |                                                                                              |                                             |                                             |                                             |
| 18 | 156.900 | 161.500 |                                                                                              |                                             |                                             |                                             |
| 19 | 156.950 | 161.550 |                                                                                              |                                             |                                             |                                             |
| 20 | 157.000 | 161.600 |                                                                                              |                                             |                                             |                                             |
| 21 | 157.050 | 161.650 |                                                                                              |                                             |                                             |                                             |
| 22 | 157.100 | 161.700 |                                                                                              |                                             |                                             |                                             |
| 23 | 157.150 | 161.750 |                                                                                              |                                             |                                             |                                             |
| 24 | 157.200 | 161.800 |                                                                                              |                                             |                                             |                                             |
| 25 | 157.250 | 161.850 |                                                                                              |                                             |                                             |                                             |
| 26 | 157.300 | 161.900 |                                                                                              |                                             |                                             |                                             |
| 27 | 157.350 | 161.950 |                                                                                              |                                             |                                             |                                             |
| 28 | 157.400 | 162.000 |                                                                                              |                                             |                                             |                                             |
| 60 | 156.025 | 160.625 |                                                                                              |                                             |                                             |                                             |
| 61 | 156.075 | 160.675 |                                                                                              |                                             |                                             |                                             |
| 62 | 156.125 | 160.725 |                                                                                              |                                             |                                             |                                             |
| 63 | 156.175 | 160.775 |                                                                                              |                                             |                                             |                                             |
| 64 | 156.225 | 160.825 |                                                                                              |                                             |                                             |                                             |
| 65 | 156.275 | 160.875 |                                                                                              |                                             |                                             |                                             |
| 66 | 156.325 | 160.925 |                                                                                              |                                             |                                             |                                             |
| 67 | 156.375 | 160.975 |                                                                                              |                                             |                                             |                                             |
| 68 | 156.425 | 161.275 |                                                                                              |                                             |                                             |                                             |
| 69 | 156.475 | 161.075 |                                                                                              |                                             |                                             |                                             |
| 70 | 156.525 | 161.125 | DSC - Sistema de Chamada Seletiva Digital Ⓐ                                                  | DSC - Sistema de Chamada Seletiva Digital Ⓐ | DSC - Sistema de Chamada Seletiva Digital Ⓐ | DSC - Sistema de Chamada Seletiva Digital Ⓐ |
| 71 | 156.575 | 161.175 |                                                                                              |                                             |                                             |                                             |
| 72 | 156.625 | 161.225 |                                                                                              |                                             |                                             |                                             |
| 73 | 156.675 | 161.275 |                                                                                              |                                             |                                             |                                             |
| 74 | 156.725 | 161.325 |                                                                                              |                                             |                                             |                                             |
| 75 | 156.775 | 161.375 |                                                                                              |                                             |                                             |                                             |
| 76 | 156.825 | 161.425 |                                                                                              |                                             |                                             |                                             |
| 77 | 156.875 | 161.475 |                                                                                              |                                             |                                             |                                             |
| 78 | 156.925 | 161.525 |                                                                                              |                                             |                                             |                                             |
| 79 | 156.975 | 161.575 |                                                                                              |                                             |                                             |                                             |
| 80 | 157.025 | 161.625 |                                                                                              |                                             |                                             |                                             |
| 81 | 157.075 | 161.675 |                                                                                              |                                             |                                             |                                             |
| 82 | 157.125 | 161.725 |                                                                                              |                                             |                                             |                                             |
| 83 | 157.175 | 161.775 |                                                                                              |                                             |                                             |                                             |
| 84 | 157.225 | 161.825 |                                                                                              |                                             |                                             |                                             |
| 85 | 157.275 | 161.875 |                                                                                              |                                             |                                             |                                             |
| 86 | 157.325 | 161.925 |                                                                                              |                                             |                                             |                                             |
| 87 | 157.375 | 161.975 | Sistema de Identificação Automática Ⓑ                                                        | Sistema de Identificação Automática Ⓑ       | Sistema de Identificação Automática Ⓑ       | Sistema de Identificação Automática Ⓑ       |
| 88 | 157.425 | 162.025 | Sistema de Identificação Automática Ⓑ                                                        | Sistema de Identificação Automática Ⓑ       | Sistema de Identificação Automática Ⓑ       | Sistema de Identificação Automática Ⓑ       |